# Faking Love
"Faking Love" é uma canção da cantora brasileira Anitta, gravada para seu quinto álbum de estúdio Versions of Me. Conta com participação da rapper estadunidense Saweetie. A canção foi lançada para download digital e streaming através da Warner Records como o terceiro single do álbum em 14 de outubro de 2021  pela Warner Records. A canção foi enviada para rádios mainstream dos Estados Unidos em 19 de outubro de 2021.

## Lançamento
Durante uma entrevista com a Billboard, Anitta afirmou que um novo single pode chegar mais cedo do que os fãs esperam, afirmando que ela acabou de filmar o vídeo musical. Ela revelou que é uma colaboração com uma cantora estadunidense que está atualmente fazendo sucesso, e com quem ela nunca trabalhou antes. "É um funk em inglês, com um sabor latino na melodia", disse ela. Em 11 de outubro, a cantora compartilhou um vídeo nas redes sociais onde aparece um coração rosa batendo, enquanto duas pessoas aparecem dentro dele. No dia seguinte, ela anunciou que a canção é uma colaboração com a rapper estadunidense Saweetie, divulgando a capa e a data de lançamento. "Faking Love" foi lançada para download digital e streaming como o terceiro single do álbum em 14 de outubro de 2021. A canção foi enviada para rádios mainstream dos Estados Unidos em 19 de outubro de 2021.

## Vídeo musical
O vídeo musical de "Faking Love" dirigido por Bradley & Pablo, e foi lançado dia 15 de outubro de 2021. Em entrevista para o PodCats em 23 de novembro, Anitta afirmou que odeia o resultado final do video musical da canção, afirmando que criou um barraco com a equipe do clipe.

## Apresentações ao vivo
Anitta e Saweetie apresentaram "Faking Love" pela primeira vez em 3 de novembro de 2021 no The Late Late Show with James Corden. Em 1 de janeiro de 2022, Anitta performou a canção no Miley's New Year's Eve Party.

## Controvérsias
No dia 20 de dezembro de 2021, a cantora Melody anunciou em suas redes sociais a canção "Fake Amor", uma versão piseiro de "Faking Love", repetindo a fórmula "Assalto Perigoso", versão também piseiro da canção "Positions" da cantora Ariana Grande. Imediatamente o anúncio parou a internet e levantou sérios questionamentos por parte do público se a intérprete original estava sabendo dessa "parceria", conforme foi anunciado. Porém no dia seguinte, o do lançamento, Melody acabou sendo impedida de lançar a música por parte dos compositores da faixa e da gravadora de Anitta, tendo a canção retirada do ar de todas as plataformas musicais em pouco menos de uma hora. Ela afirmou em um vídeo que, logo depois foi apagado, que a Warner Music entrou em contato com a mesma para pedir o não-lançamento da faixa, o que foi feito pela mesma na qual editou a música e retirou os vocais de Anitta, o que não adiantou pois mesmo oferecendo todos os direitos, a faixa não pôde ser lançada oficialmente. Após toda a polêmica, Melody lançou uma nova versão, dessa vez totalmente diferente chamada de "Fake Amor 2" que se encontra atualmente no ar.

## Faixas e formatos
| Download digital / streaming |               |         |  |
| N.º                          | Título        | Duração |  |
| 1.                           | "Faking Love" | 2:26    |  |

## Desempenho comercial

### Tabelas semanais
| Tabela musical (2021)                    | Melhor posição |
| ---------------------------------------- | -------------- |
| Brasil (Top 100 Brasil)                  | 45             |
| Brasil (Pop Nacional)                    | 1              |
| Estados Unidos (Billboard Rhythmic)      | 35             |
| México (Billboard Mexico Ingles Airplay) | 24             |
| Portugal (AFP)                           | 82             |

## Histórico de lançamento
| Região         | Data                  | Formato(s)                 | Gravadora(s) | Ref.   |
| -------------- | --------------------- | -------------------------- | ------------ | ------ |
| Várias         | 14 de outubro de 2021 | Download digital streaming | Warner       | [ 5 ]  |
| Estados Unidos | 19 de outubro de 2021 | Rádios mainstream          | Warner       | [ 7 ]  |
| Estados Unidos | 19 de outubro de 2021 | Rádios rhythmic            | Warner       | [ 20 ] |